# 拳銃無頼帖 抜き射ちの竜
『拳銃無頼帖 抜き射ちの竜』（けんじゅうぶらいちょう ぬきうちのりゅう）は、1960年2月14日に公開された日本映画である。製作・配給：日活。監督：野口博志（野口晴康）。赤木圭一郎の初主演作品で、「拳銃無頼帖シリーズ」第1作。
封切り時の同時上映作品は『刑事物語 殺人者を挙げろ』（監督：小杉勇 主演：青山恭二）。

## ストーリー
「抜き射ちの竜」の異名を持つ拳銃使い・剣崎竜二は、殺人を嫌い、相手の利き手側の肩を撃って再起不能にすることで仕事を終えることから、「殺さずの殺し屋」として恐れられていた。ある夜、暴力団の組長を撃つ依頼を受けるが、麻薬中毒の禁断症状のために銃を抜くことができず、危機に陥る。そこに現れた殺し屋の通称「コルトの銀」が竜二を救う。
銀を用心棒に雇っている実業家の楊が、竜二を治療のために入院させて費用を肩代わりし、退院後も自宅を与えるなど生活の面倒を見る。足を洗うつもりだった竜二は、義理から楊の用心棒となる。竜二は同じマンションに住むブティックの経営者・房江の部屋で、親友の元ボクサー・圭吉と再会する。圭吉は麻薬中毒に陥り、麻薬欲しさのために八百長に手を出してボクシング界を去っていた。
楊は料理店、ブティック、ナイトクラブを手掛けるかたわら、ボクシングジムを経営する堀田組と組んで麻薬の密輸で儲けていた。しかし堀田組に捜査の手がおよびはじめていたため、楊は手を切ろうとしていた。一方、堀田組組長・堀田はひそかに竜二を呼び出し、堀田組抜きで行われる大きな取引の情報を流すよう依頼するが、竜二はその場での返答を避ける。ある夜、堀田組の組員が取引直後の楊一味を襲う。銀が組員たちを返り討ちにしたが、その帰途には警官隊が現れ、取引を担当した楊の側近・張を執拗に取り調べる。張はふところに入れていた園芸用の砂を使ってその場を切り抜ける。
楊は一味の中に密告者がいることをさとり、裏切り者を探し出して消すよう命じる。また、竜二と銀に堀田殺しを依頼する。竜二はそれに応じる代わりに、楊の麻薬で縛り付けられている房江と圭吉を自由の身にすることを要求する。人を殺したくない竜二は、堀田に楊と和解するよう説得するが、そのさなか、銀が有無を言わせず射殺してしまう。竜二は銀を殴り飛ばす。
楊はナイトクラブのホステス・みどりが密告者につながる手がかりと見て、事務所に拉致しようとする。たまたまみどりと顔見知りであった竜二が「そいつは俺のスケだ。関係ねえ」と嘘をつき、強くとがめたため、楊との信頼関係が破綻する。やがて竜二の前に、みどりの兄でナイトクラブのトランペット奏者・石井が現れる。楊一味の情報を堀田組や警察に流していたのは石井であり、彼の正体は潜入麻薬捜査官だった。竜二が圭吉の麻薬中毒を悲しんでいることを知っていた石井は、竜二に楊一味壊滅のための協力を依頼する。一方、楊は房江が密告者であると断じて彼女を拷問するが、楊のやり方が気に食わなくなった銀が隙を見て房江を解放する。入院中の圭吉も楊の手下たちに襲われるが、圭吉はパンチで撃退し、逃げるところをみどりにかくまわれる。
石井は楊一味に正体がばれ、姿を消す。竜二が石井を雇ったのだと決めつけた楊は、張に竜二を消すよう命じる。張を返り討ちにした竜二は楊の横暴に怒り、彼を倒すため、楊自らが参加する港の取引現場に急行する。竜二の前に銀が立ちはだかる。竜二は銀の右肩を撃ち抜く。その直後、楊が物陰から銀を撃ち、致命傷を負わせる。竜二は「馬鹿野郎」と叫び、楊を倒す。瀕死の銀は「堀田殺しのとき、お前の拳がハジキだったら俺は死んでいた。お前こそが本物の拳銃使いだ」と竜二をたたえ、絶命する。
そこに石井が現れ、楊一味とともに竜二を逮捕する。ついて来たみどりが「いつまでも待っています」と告げ、連行される竜二を見送る。

## キャスト
- 剣崎竜二：赤木圭一郎
- 石井みどり：浅丘ルリ子

- コルトの銀：宍戸錠
- 真木房江（洋服デザイナー・圭吉の恋人）：香月美奈子
- 三島圭吉（元ボクサー・竜二の親友）：沢本忠雄

- 志津吾郎（医師）：菅井一郎
- 楊三元：西村晃
- 張（料理店主・楊の側近）：藤村有弘
- 堀田重三郎（堀田組組長）：二本柳寛

- 石井五郎（みどりの兄）：草薙幸二郎
- 馬場（堀田組組員）：天草四郎
- 庄田（麻薬取締官）：長尾敏之助
- 朱（楊の側近）：長弘
- 両刃の源（堀田組組員）：高品格

- 高田（看護婦）：雨宮節子
- 宝（楊の側近）：黒田剛
- 吉村刑事：花村典克（花村彰則）
- 佐々木刑事：緑川宏
- 宮地昇（宮地組組長・竜二の標的）：山之辺潤一
- 神戸（麻薬取締官）：小泉郁之助

- ボクシングジムのトレーナー：衣笠一夫（衣笠真寿男）
- 三田（宮地組組員・竜二の標的）：川辺健三
- 堀田組組員：速水脩二、玉井謙介、本目雅昭
- トラック運転手：柴田新（柴田新三）

- 孤児院の保母：鈴村益代
- 人形店店員：黒木広美
- 堀田の愛人：柳田妙子
- 堀田組組員の妻（ボクシングジム管理人）：斎藤倫子
- ボクサー：阿部幸四郎
- 西田佐智子（クラブ歌手）：本人（クレジットなし）

## スタッフ
- 監督：野口博志
- 企画：浅田健三
- 原作：城戸禮 （オール読切・所載 東京文芸社・版）
- 脚本：山崎巌

- 撮影：永塚一栄
- 照明：高橋勇
- 録音：福島信雅

- 美術：大鶴泰弘
- 編集：辻井正則
- 助監督：宮野高

- 音楽：山本直純
- 主題歌：赤木圭一郎『黒い霧の街』（作詞：水木かおる 作曲：藤原秀行）
- 挿入歌：西田佐智子『一対一のブルース』（作詞：梅本たかし 作曲：望月弘）
- 技斗：高瀬将敏